# Jardine House
La Jardine House (in cinese: 怡和 大廈),
precedentemente noto come Connaught Center (in cinese: 康樂 大廈), è un grattacielo situato Hong Kong.

## Descrizione
L'edificio, che si trova a 1 Connaught Place sull'isola di Hong Kong, è di proprietà della Hongkong Land Limited, una filiale della Jardines. Al momento del suo completamento nel 1973, la Jardine House era l'edificio più alto di Hong Kong e in Asia. Nel 1980, il Hopewell Center lo superò e divenne l'edificio più alto di Hong Kong. L'edificio è collegato da una passerella sopraelevata con Exchange Square e l'International Finance Centre.